# Апеннинский бурый медведь
Апеннинский бурый медведь (лат. Ursus arctos marsicanus; итал. L'orso bruno marsicano) — подвид бурого медведя. Обитает в Италии, преимущественно в Апеннинах, на территории нескольких провинций и в национальных парках Апеннино-Тоско-Эмилиано и Абруццо, Лацио и Молизе. Относительно небольшое (для бурого медведя) животное — весит от 95 до 150 кг. Рост на задних лапах до 190 см. Всеяден. Территория каждого медведя в природе сильно варьирует в зависимости от конкретных местных условий.

## Размножение
Смертность медвежат достигает в природе 50 % помета. Доживает медведь до 20 лет (в неволе — значительно дольше).

## Охрана
Находится на грани вымирания. В природе осталось 50—80 представителей подвида.